# Pappolus (évêque de Chartres)
Pour les articles homonymes, voir Pappolus.
Pappolus, parfois francisé en Pappoul, Pappol, est un évêque de Chartres de la fin du VIe siècle.

## Biographie
Il souscrit au concile de Paris en 573 et de Mâcon en 585. Il est connu, grâce à Grégoire de Tours, pour ses vives protestations contre l'intrusion de Promotus, nommé évêque de Châteaudun,.